# Chris Grayling
Chris Grayling, właśc. Christopher Stephen Grayling (ur. 1 kwietnia 1962 w Londynie) – brytyjski historyk, dziennikarz i polityk, członek Partii Konserwatywnej, od 2001 do 2024 członek Izby Gmin. W latach 2012–2015 minister sprawiedliwości i Lord Kanclerz w pierwszym gabinecie Davida Camerona. Był pierwszym Lordem Kanclerzem bez wykształcenia prawniczego od 1558 roku. W latach 2015–2016 przewodniczący Izby Gmin i lord przewodniczący rady. Od 14 lipca 2016 do 24 lipca 2019 minister transportu w gabinecie Theresy May.

## Życiorys

### Kariera zawodowa
Jest absolwentem University of Cambridge, gdzie uzyskał licencjat z historii. W młodości był członkiem Partii Socjaldemokratycznej, skąd przeniósł się po pewnym czasie do konserwatystów. W 1985 dołączył do pionu informacyjnego BBC, początkowo jako stażysta, a następnie jako producent. W 1988 przeszedł do telewizji Channel 4, gdzie był wydawcą serwisów ekonomicznych. W 1991 powrócił do BBC, gdzie pracował w zespole projektu BBC Select. W latach 1993–1997 pracował jako niezależny producent telewizyjny, zaś w 1997 przeniósł się do branży konsultingowej. W tym samym roku po raz pierwszy kandydował do Izby Gmin, lecz bez powodzenia.

### Kariera polityczna
W latach 1998–2002 był radnym gminy Merton wchodzącej w skład Wielkiego Londynu. 
W 2001 uzyskał mandat parlamentarny w okręgu wyborczym Epsom and Ewell w hrabstwie Surrey. Uzyskiwał w tym okręgu reelekcje w kolejnych wyborach w 2005, 2010, 2015, 2017 i 2019. W 2005 został powołany do gabinetu cieni, gdzie początkowo był „cieniem” przewodniczącego Izby Gmin, a następnie ministra transportu. W latach 2007–09 pełnił funkcję ministra pracy i emerytur w gabinecie cieni, a w latach 2009–2010 ministra spraw wewnętrznych. Po wyborach w 2010 i powstaniu koalicji konserwatystów i Liberalnych Demokratów, nie wszedł do Gabinetu, lecz został wiceministrem pracy i emerytur. 4 września 2012 podczas rekonstrukcji pierwszego gabinetu Davida Camerona został awansowany na ministra sprawiedliwości i Lorda Kanclerza.
Po wyborach w 2015, w których konserwatyści uzyskali samodzielną większość, został mianowany przewodniczącym Izby Gmin i lordem przewodniczącym rady. W trakcie kampanii przed referendum w 2016, opowiadał się wystąpieniem Zjednoczonego Królestwa z Unii Europejskiej.
Od 14 lipca 2016 do 24 lipca 2019 był ministrem transportu w gabinecie Theresy May.
Nie kandydował w wyborach parlamentarnych w 2024.